# Дело Петра I
Дело Петра I — сокращённое название блока, участвовавшего в думских выборах в России в 1995 году. Один из блоков, (наряду с Блоком Джуны) созданных по инициативе депутата Госдумы I созыва (судимого за мошенничество) Андрея Волкова и его помощников, возглавивших партии-учредители избирательного блока (все они представляли собой незарегистрированные мифические организации).
Полное официальное название блока: «Предвыборный блок, включающий руководителей Партии защиты детей (Мира, Добра и Счастья), Партии "Русские женщины", Партии православных (Веры, Надежды, Любви), Народной христианско-монархической партии, Партии за союз славянских народов, Партии сельских тружеников "Земля-матушка", Партии защиты инвалидов, Партии пострадавших от властей и обездоленных».

## Идеология
Предвыборные позиции блока были изложены в Примерной программе и включали: претворение в жизнь идей Александра Солженицына о создании славянского государства на базе России, Украины, Белоруссии и Казахстана; традиционалистский авторитарный строй, сильное местное самоуправление, отсутствие национально-государственных образований. Эти идеи конкретизировались бы принятием закона о земствах, воспитанием людей в духе уважения к религии, бесплатной раздачей небольших участков земли всем желающим, выплатой компенсации всем обманутым вкладчикам.

## История
Блок возглавили: Валентин Дикуль, директор Центра реабилитации больных со спинномозговой травмой (в декабре 1993 г. неудачно боровшийся за место в Думе); Вадим Воеводин, президент Всероссийского фонда социально-правовой защиты и реабилитации инвалидов, и Ян Колтунов, сопредседатель Координационного совета блока.
В федеральном списке кандидатов от блока были заявлены 219 человек, а в одномандатных округах 116. В список были также включены: Ю.Никулин, директор цирка на Цветном бульваре (позднее заявлял, что узнал о своей фамилии в списке из газет), Ф.Углов, академик РАМН, известный хирург и лидер борьбы с алкоголизмом.
По мнению исследователей, блок не имел перспектив на победу. На думских выборах 1995 года блок набрал всего 0.21% голосов и не провёл в Думу ни одного депутата.